# Devolver Digital
Devolver Digital, Inc. — американський видавець відеоігор зі штаб-квартирою в Остіні, Техас, спеціалізується на видавництві інді-ігор. Компанію засновано у червні 2009 року Найджелом Лоурі, Гаррі Міллером, Греємом Страутерсом, Ріком Сталтсом та Майком Вілсоном — п'ятьма керівниками, які брали участь у роботі з Gathering of Developers та Gamecock Media Group, які видавали ігри на користь розробників, але через великі витрати, пов'язані з релізами фізичних копій ігор, були поглинуті та ліквідовані більшими компаніями. Щоб уникнути цього, Devolver Digital перейшов до цифрового розповсюдження.
Devolver Digital почав свою діяльність з видавництва високої якості перевидань ігор серії Serious Sam. Після успіху з цими перевиданнями та спін-офф-іграми на основі серії, Devolver Digital почав видавати ігри інших, менших незалежних студій, однією з перших була їх проривна гра Hotline Miami. Крім того, компанія також керувала Devolver Digital Films для дистрибуції фільмів і більшість акційна у компанії Good Shepherd Entertainment. На січень 2020 року Devolver Digital має 20 співробітників. Компанія стала публічною на альтернативному ринку інвестицій у листопаді 2021 року.

## Історія

### Заснування та початковий розвиток (2009—2012)

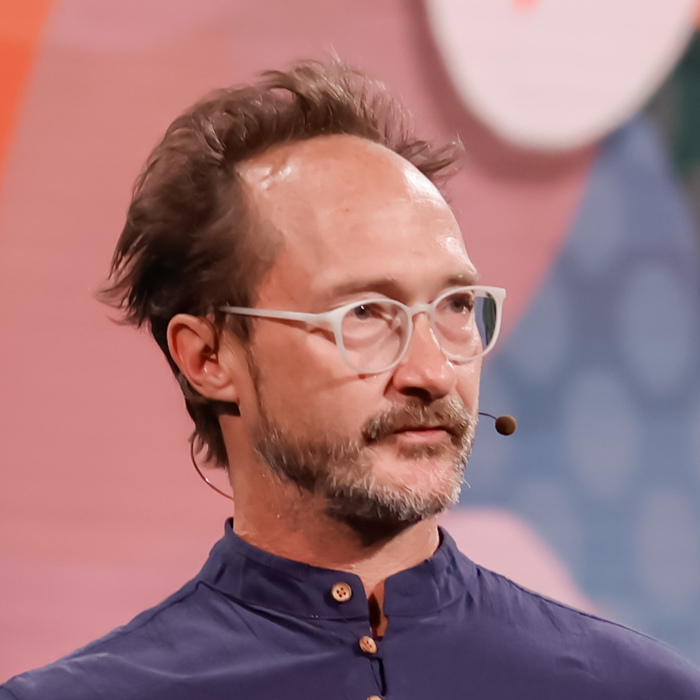
Вілсон (на фото у 2022 році) став співзасновником Devolver Digital у 2009 році та очолював її до 2017 року.

Devolver Digital була заснована в Остіні, Техасі, Гаррі Міллером, Ріком Сталтсом та Майком Вілсоном. Раніше ці троє співзасновників спільно створили видавничі компанії Gathering of Developers у 1998 році та Gamecock Media Group у 2007 році. З Gathering of Developers та Gamecock Media Group співзасновники працювали над видавницькою моделлю, в якій видавець бере на себе всі логістичні аспекти випуску гри, щоб розробник міг сконцентруватися на самій грі. Це включало угоди, в яких розробники могли зберігати всі права на свої ігри. Проте, на момент існування цих компаній, основним каналом розповсюдження ігор був роздрібний продаж, що було дуже дорогим. У результаті обидві компанії були придбані більшими компаніями та ліквідовані незабаром після цього. Devolver Digital з цього приводу вирішила не випускати ігри у фізичному вигляді, а зосередитися на видавництві для платформ цифрової дистрибуції, таких як Steam.
Devolver Digital розпочала свою роботу з шести осіб, у тому числі трьох засновників, а також партнерів Найджела Лоурі і Греєма Страутерса, бізнес-партнерів з Gamecock. Заснування компанії було оголошено 25 червня 2009 року. Оскільки компанія не мала власного офісу, її поштовою адресою була адреса магазину пташиних кормів, який належав Stults до 2018 року. Першою грою, оголошеною разом із заснуванням компанії, був Serious Sam HD: The First Encounter — високоякісне перевидання гри Serious Sam: The First Encounter 2001 року, розробленої Croteam. Оригінальні ігри Serious Sam видавала Gathering of Developers, і Croteam продовжувала співпрацювати з Вілсоном та його партнерами, коли вони працювали в Gamecock Media Group. Оскільки угода Croteam з Gathering of Developers дозволила Croteam зберегти права на серію, вони могли співпрацювати з Devolver Digital над іншими заголовками, не володіючи активами Gathering of Developers. Ця партнерська співпраця виявилася плідною, і Croteam та Devolver Digital продовжили співпрацю для створення високоякісного перевидання другої гри Serious Sam — Serious Sam: The Second Encounter. Щоб уникнути залучення інвесторів або збору коштів, Devolver Digital спочатку уникала підписання угод, окрім Serious Sam. Однак потім компанія вирішила співпрацювати з меншими незалежними студіями, такими як двохлюдний колектив Vlambeer, для створення інді-ігор на основі Serious Sam. Між 2011 і 2012 роками ці партнерства привели до створення чотирьох спін-офф-ігор на основі Serious Sam, відомих як Serious Sam Indie Series.
Після успіху з Serious Sam Indie Series Devolver Digital стала більш відкритою до співпраці з іншими незалежними студіями. Компанія підписала декілька нових ігор, але також була змушена відхилити багато пропозицій через відсутність потужностей. Однією з ігор, яку вони підписали, була Hotline Miami від студії Dennaton Games, що складається з двох осіб. Гра, випущена у 2012 році, стала великим успіхом для Devolver Digital; вона отримала критичні відгуки, потрапила в численні списки «Краще в 2012 році» та продала понад 1 700 000 копій до лютого 2013 року.

### Зростання та кінопрокат (2013–до сьогодні)
У березні 2013 року на фестивалі SXSW Devolver Digital оголосила про створення Devolver Digital Films, дочірню компанію з розповсюдження фільмів. Партнерство очолить Майк Вілсон з Devolver Digital разом із Енді Ґрейс, який став віце-президентом із придбань. У кінобізнесі Вілсон раніше був продюсером фільму Austin High, тоді як Грейс виконував наглядові ролі для кінопроектів, створених на фестивалі Burning Man. Devolver Digital назвала відсутність підтримки незалежних кінематографістів на етапі дистрибуції та фінансової підтримки виробництва, це і є основною причиною відкриття цього підрозділу.
Devolver продовжувала розширювати свій каталог видавництва з 2013 року, випускаючи приблизно десять ігор щороку. Вони зазвичай співпрацюють з меншими незалежними розробниками, і хоча їх часто асоціюють з дивними та незвичними іграми, такими як Genital Jousting, це лише випадковість, за словами Вілсона.У 2017 році Вілсон припинив активну участь у Devolver Digital. Протягом 2020 року він продав багато своїх акцій видавцю та компанії NetEase. Після цього Вілсон заснував інше видавництво, DeepWell Digital Therapeutics, разом зі співзасновником Nextern Райаном Дуґласом у березні 2022 року.
У серпні 2020 року Devolver Digital опублікувала гру Fall Guys від Mediatonic. Гра стала комерційним успіхом, заробивши $150,5 мільйона до кінця 2020 року. У березні 2021 року Epic Games придбала Mediatonic, у рамках якої Devolver Digital продала всі свої права на публікацію певних ігор Mediatonic, зокрема Fall Guys. Devolver Digital використала отримані кошти від гри та продажу прав для розширення, включаючи злиття та поглинання. Першим таким придбанням стало Croteam у жовтні 2020 року. В той час компанія складалась з декількох юридичних осіб, які були об'єднані в одне юридичне особу в лютому 2021 року. Далі Devolver Digital придбала видавця Good Shepherd Entertainment, який раніше переважно належав керівникам Devolver Digital, у січні 2021 року. Згодом компанія придбала розробника Nerial (розробник серії Reigns) у квітні, Firefly Studios (серія Stronghold) у червні та Dodge Roll (Enter the Gungeon) у липні 2021 року. Крім того, компанія найняла Даніеля Віддікомба на посаду головного фінансового директора у травні 2021 року, а в тому ж році підвищила Дугласа Моріна, який приєднався до компанії як головний помічник у 2020 році, на посаду генерального директора. Приблизно у травні 2021 року Devolver оголосила про первинне публічне розміщення акцій, 4 листопада 2021 року Devolver стала публічною компанією, торгуючи своїми акціями під тикером DEVO на Альтернативному інвестиційному ринку (AIM), субринку Лондонської фондової біржі. Обмін, спочатку оцінений у £694.6 мільйонів (US$950 million). На той момент Devolver Digital стала найбільшою американською компанією, яка торгує на Лондонській фондовій біржі, і другою за вартістю компанією взагалі. У квітні 2023 року Devolver Digital придбала незалежний студію з Орегону Doinksoft.

## Публічний виступ

### Форк Паркер
Devolver Digital презентує Форка Паркера, художнього персонажа, як свого головного фінансового директора. Персонаж вперше з'явився у промо-відео для гри Serious Sam HD: The First Encounter у серпні 2009 року. У Twitter також діє обліковий запис під ім'ям Форк Паркера, який, на вересень 2015 року, акаунт має 10 000 підписників. Він також зазначений у блогах та прес-релізах Devolver Digital. Форк Паркер навмисно представлений як сатирична та непристойна фігура. Гра на основі Форка Паркера, Fork Parker's Crunch Out, розробила Mega Cat Studios для Super Nintendo Entertainment System і випущена Devolver Digital у лютому 2019 року, з усіма отриманими прибутками йдуть на підтримку організації Take This, яка займається питаннями психічного здоров'я в геймінговій спільноті.

### Прес-конференції Big Fancy
У травні 2017 року Devolver Digital оголосила, що проведе прес-конференцію на виставці E3 2017. Конференція відрізнялася від загальноприйнятої практики, оскільки була записаною сатиричною відео-презентацією під назвою «Big Fancy Press Conference» про нібито живе шоу, організоване якоюсь головною спеціалісткою із синергії Devolver Digital Ніною Стразерс, яку грає актриса Марія Зук. В рамках презентації було зроблено кілька пародійних анонсів, таких як новий спосіб мікротранзакцій, де користувач міг кидати гроші на екран, щоб купити предмети, а також «Найраніший доступ» — пародія на доступ до гри на ранній стадії, де гравці могли передзамовити ігри, які ще не були випущені. Відео було зняте режисером Доном Такером, керівником кіностудії Imagos Softworks.
На E3 2018 відбулася ще одна прес-конференція Big Fancy, на якій Зук повторила свою роль. У цьому шоу було представлено новий предмет під назвою «Lootboxcoin», пародію на криптовалюту та лутбокси, це була пластикова монета, яка не мала жодної реальної вартості, але можна було придбати на онлайн-магазині Devolver Digital за змінною ціною. У презентації прямо зазначалося, що монета не є криптовалютою, не повинна вважатися валютою, і попереджали глядачів, що вони не можуть нічого купити за неї.
Компанія Devolver Digital провела ще одну прес-конференцію Big Fancy на виставці E3 2019, на якій представила відео «Devolver Direct» безпосередньо для споживачів (назва і формат як пародія на Nintendo Direct). Шоу містило кілька анонсів справжніх ігор, у тому числі Devolver Bootleg, колекцію ігор, які пародіюють інші ігри, випущені Devolver Digital. Гра вийшла одночасно з анонсом, зі знижкою 1 %. Музику для трьох конференцій написав Джон Роберт Мац; компіляційний альбом під назвою Devolver Digital Cinematic Universe: Phase 1 (Оригінальний саундтрек) був випущений на лейблі Materia Collective у червні 2019 року.
Другий «Devolver Direct» відбувся 12 липня 2020 року Поряд з декількома анонсами ігор (як справжніми, так і фейкових), відбулися вигадані інтерв'ю з персонажами ігор і видатними діячами індустрії, в «Direct» часто включалися відрізки зі сторінкою з минулих «Devolver Directs»: коли персонажі намагалися врятувати Ніну, яка була зневолена і перетворена в «Транс-міжлокальний мовний канал», за допомогою якого вона проти своєї волі проводила «Directs». Шоу завершується анонсом Devolverland Expo Simulator, «Маркетингового симулятора» від першої особи, який мав замінити відмінений того року виставку E3.
Під час цифрової виставки E3 2021 компанія Devolver провела провела ще один веб-стрім. Відступивши від континууму минулих подій, цей стрім був присвячений співробітникам самої компанії Devolver, які анонсували сатиричну підписку «Devolver MaxPass+». Це безкоштовний «Монетизаційний сервіс», який надавав споживачам доступ до покупки їх ігор. Воно було спрямовано на посміховисько над зростанням популярності підписок, таких як Xbox Game Pass, у той рік. Сервіс не надавав жодних реальних переваг користувачам і фактично не міг бути придбаним.
На Summer Game Fest 2022 Devolver організував «Devolver Digital Marketing Countdown to Marketing», організований «MechaSuda» (відео в стилі Max Headroom із Гоїчі Судою, яке відтворювалося на екрані всередині механічного робота). Стрім починається з майже цілої хвилини, коли Суда просто повільно відраховує секунди, поки його не перериває Ніна. Потім демонструється п'ять ігрових трейлерів, у той час як персонажі панікують щодо майбутньої «Особливості відеоігор»: спричинену повторними злиттями різних великих компаній відеоігрової індустрії протягом минулого року. Стрім завершується тим, що MechaSuda бажає Лутбокскоіни, повертає час назад до початку конференції і самознищується.

## Стосовно корпоративних питань
Станом на січень 2020 компанія нараховувала 20 співробітників, які всі працюють дистанційно. Серед них була команда з планування подій та співробітники, які спеціалізуються на просуванні ігор компанії в Китаї, хоча цей напрямок пізніше був закритий. Одним з ключових працівників, якого було найнято, був віце-президент з мобільного видавництва Марк Хікі, який раніше працював менеджером бізнесу в App Store від Apple Inc.
Devolver Digital керує відділом дистрибуції фільмів Devolver Digital Films, який був заснований у 2013 році. Крім того, компанія володіє ще одним видавництвом, Good Shepherd Entertainment. Близьким партнером Devolver Digital є Special Reserve Games, компанія, яка займається обмеженим випуском фізичних версій ігор. Special Reserve Games була заснована в 2016 році генеральним директором Джеффом Смітом після того, як він запропонував ідею створити фізичне видання PC-версії гри Shadow Warrior 2. Відтоді Special Reserve Games випустила нові випуски фізичних ігор, обмежуючись лише іграми Devolver Digital, хоча вона розглядає можливість співпраці з різними компаніями в майбутньому. 21 жовтня 2020 року Devolver також придбав Croteam.